# Ridgely (Missouri)
Pour les articles homonymes, voir Ridgely.
Ridgely est un village du comté de Platte, dans le Missouri, aux États-Unis,. Situé au nord-est du comté, il est fondé en 1848 et incorporé en 1867.

## Démographie
Lors du recensement de 2010, le village comptait une population de 104 habitants. Elle est estimée, en 2016, à 112 habitants.

### Source de la traduction
- (en) Cet article est partiellement ou en totalité issu de l’article de Wikipédia en anglais intitulé « Ridgely, Missouri » (voir la liste des auteurs).